# Cassidinopsis lacertosa
Cassidinopsis lacertosa là một loài chân đều trong họ Sphaeromatidae. Loài này được Baker mô tả khoa học năm 1908.